# Йоунатан Арнарссон
Йоунатан Гвюдни Арнарссон (исл. Jónatan Guðni Arnarsson; род. 9 февраля 2007) — исландский футболист, нападающий шведского «Норрчёпинга».

## Клубная карьера
Является воспитанником «Фьёльнира». В его составе впервые сыграл в матче первой лиги Исландии 16 сентября 2023 года против «Ньярдвика». Йоунатан появился на поле в перерыве, а на 53-й минуте матча забил свой первый гол. Осенью 2024 года дважды проходил просмотр в шведском «Норрчёпинге».
В феврале 2025 года в день 18-летия перешёл в «Норрчёпинг», заключив с клубом четырёхлетний контракт. Выступал за молодёжную команду клуба. 26 июля дебютировал в чемпионате Швеции, заменив на 85-й минуте Исака Сигюргейрссона.

## Карьера в сборной
Выступал за юношеские сборные Исландии различных возрастов.

## Клубная статистика
| Выступление      | Выступление      | Выступление      | Лига | Лига | Кубки | Кубки | Конт. кубки | Конт. кубки | Разное | Разное | Итого | Итого |
| Клуб             | Лига             | Сезон            | Игры | Голы | Игры  | Голы  | Игры        | Голы        | Игры   | Голы   | Игры  | Голы  |
| ---------------- | ---------------- | ---------------- | ---- | ---- | ----- | ----- | ----------- | ----------- | ------ | ------ | ----- | ----- |
| Фьёльнир         | Первая лига      | 2023             | 1    | 1    | 0     | 0     | 0           | 0           | 0      | 0      | 1     | 1     |
| Фьёльнир         | Первая лига      | 2024             | 17   | 1    | 3     | 0     | 0           | 0           | 2      | 0      | 22    | 1     |
| Фьёльнир         | Итого            | Итого            | 18   | 2    | 3     | 0     | 0           | 0           | 2      | 0      | 23    | 2     |
| АИК              | Алльсвенскан     | 2025             | 1    | 0    | 0     | 0     | 0           | 0           | 0      | 0      | 1     | 0     |
| АИК              | Итого            | Итого            | 1    | 0    | 0     | 0     | 0           | 0           | 0      | 0      | 1     | 0     |
| Всего за карьеру | Всего за карьеру | Всего за карьеру | 19   | 2    | 3     | 0     | 0           | 0           | 2      | 0      | 24    | 2     |